# Arcidiecéze renneská
Arcidiecéze renneská (-Dol-Saint-Malo) (lat. Archidioecesis Rhedonensis (-Dolensis-Sancti Maclovii), franc. Archidiocèse de Rennes, Dol et Saint-Malo) je starobylá francouzská římskokatolická arcidiecéze, založená ve 3. století. Na arcidiecézi byla povýšena 3. ledna 1859. Leží na území departementu Ille-et-Vilaine, jehož hranice přesně kopíruje. Sídlo arcibiskupství i katedrála Saint-Pierre de Rennes se nachází v Rennes. Arcidiecéze Rennes je hlavou církevní provincie Rennes.
Od 26. června 2007 je arcibiskupem-metropolitou Mons. Pierre d'Ornellas.

## Historie
Biskupství bylo v Rennes založeno v průběhu 3. století. V důsledku konkordátu z roku 1801 byly zrušeny diecéze Dol a Saint-Malo, jejichž území bylo zčásti včleněno do diecéze Rennes.
Na arcidiecézi byla povýšena 3. ledna 1859, 13. února 1880 byl změně název arcidiecéze na Rennes-Dol-Saint-Malo.